# ليا هالوران
ليا هالوران (بالإنجليزية: Lia Halloran)‏ هي رسامة ومصورة أمريكية، ولدت في 1977 في شيكاغو في الولايات المتحدة.

## وصلات خارجية
- الموقع الرسمي